# لوسیا پرز
لوسیا پرز (به انگلیسی: Lucía Pérez) (زاده ۵ ژوئیه ۱۹۸۵) خواننده اسپانیایی است.
او در مسابقه آواز یوروویژن ۲۰۱۱ نماینده اسپانیا بود.